# Lullaby of Birdland

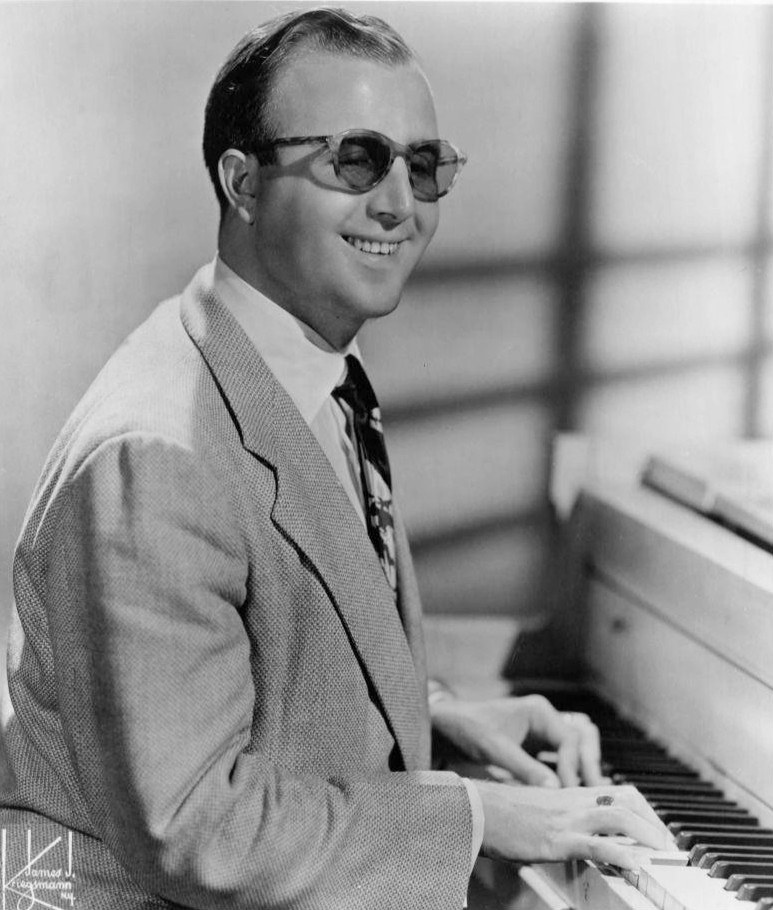
George Shearing 1959

Lullaby of Birdland ist ein Jazzstandard, der 1952 von dem Pianisten George Shearing komponiert und veröffentlicht wurde. Der Titel ist eine Hommage an den nach Charlie „Bird“ Parker benannten Jazzclub Birdland.

## Entstehungsgeschichte
Birdland war der berühmte New Yorker Jazzclub am 1678 Broadway / Ecke 53rd Street. Gegründet wurde er von Morris Levy und Erving Levy sowie dem Entrepreneur Monte Kay, die ihn am 15. Dezember 1949 eröffneten. An der glanzvollen Eröffnung nahmen insbesondere Dizzy Gillespie, Lester Young und Harry Belafonte teil. Seinen Namen hatte er jedoch nicht von den 20 mit echten Finken besetzten Vogelkäfigen („birds“), sondern von dem ebenfalls bei der Eröffnungsfeier anwesenden Charlie „Bird“ Parker.
Mitbegründer Morris Levy ließ Vorführungen aus dem Jazzclub ab 6. Januar 1951 von der New Yorker Radiostation WJZ übertragen und bat 1952 den aus England stammenden blinden Bandleader George Shearing, für den berühmten Jazzclub eine Erkennungsmelodie zu schreiben, die stündlich im Club gespielt werden sollte. Shearing war gerade am 3. Juli 1952 mit Arnett Cobb im Birdland aufgetreten. Levy war Inhaber des Musikverlages Patricia Music, der die Komposition verlegen sollte.

George Shearing - Lullaby of Birdland

Zuhause fiel Shearing wenige Tage später eine Melodie ein, die er dann sofort am Klavier vervollkommnete und in 10 Minuten durchkomponierte. Es war das Lullaby of Birdland (Lullaby = Wiegenlied). Dazu  verfasste George David Weiss einen Text, allerdings unter dem Pseudonym B. Y. Forster, weil er Mitglied bei der Verwertungsgesellschaft ASCAP war, während Shearing zu der konkurrierenden BMI gehörte. Mehrere Autoren einer Komposition durften nicht zu verschiedenen Verwertungsgesellschaften gehören und mussten sich durch Pseudonyme helfen. Das Stück ist im „Shearing-Sound“ geschrieben, bei dem die Klaviermelodie als Akkord von Vibraphon und Gitarre eine Oktave unterhalb der eigentlichen Melodiestimme wiederholt wird. Die Tonart war ursprünglich E-Moll mit dem normalen Aufbau von 32 Takten in der Liedform AABA. Das Stück spielt mit dem kaum merklichen Wechsel der Melodiesequenz von F-Moll zum parallelen As-Dur. Der B-Teil ist tonal zweideutig, er startet im zu As parallelen F-Dur, entwickelt sich aber dann umgedeutet zu As-Dur.

## Aufnahme und Veröffentlichung
Die Aufnahmen entstanden am 17. Juli 1952 mit dem George Shearing Quintet in der Besetzung George Shearing (Piano), Dick Garcia (Gitarre), Al McKibbon (Bass), Joe Roland (Vibraphon) und Marquis Foster (Schlagzeug). Den Vokalpart übernahmen die Ray Charles Singers. Die Single When the Lights Are Low / Lullaby of Birdland (MGM Records 11354) erschien im August 1952, erreichte jedoch weder die Hitparaden noch besondere Plattenumsätze.

## Coverversionen

Blue Stars - Lullaby of Birdland

Trotzdem wurde sie häufig, insbesondere im Jazz, gecovert und entwickelte sich als ein Jamsession-Favorit. Ella Fitzgerald griff den Song als erste auf (aufgenommen am 4. August 1952), Duke Ellington spielte ihn bei seinem Live-Konzert in der Carnegie Hall am 14. November 1952. Es folgten das Stan Getz Quintet (19. Dezember 1952), Erroll Garner (30. März 1953), Jazzpianist Bud Powell (WJZ-Radioübertragung aus dem Birdland) erstmals am 7. Februar 1953, Charlie Parker am 30. Mai 1953 (ebenfalls live aus dem Birdland), Art Blakey Quintet (21. Februar 1954 aus dem Birdland), Charlie Barnet (29. November 1954), Sarah Vaughan (16. und 18. Dezember 1954), Red Prysock and his Orchestra (8. Juli 1955), Ralph Materie (Oktober 1955), Mel Tormé mit Marty Paich (16. und 17. Januar 1956). Die französische Formation Blue Stars brachte mit einem Rang 16 in der US-Pop-Hitparade die einzige Hitparadennotierung des Songs heraus (4. Februar 1956; veröffentlicht im Oktober 1956). Bill Haley versuchte einen Lullaby of Birdland Twist (23. – 25. März 1962). Auch Amy Winehouse nahm den Song in ihr Repertoire (begleitet von der Johnny Dankworth Big Band, Stables Theatre in Wavendon, 14. November 2003; LP Amy Live at BBC, veröffentlicht am 12. November 2004). Es gibt mindestens 48 registrierte Versionen (BMI), manche Autoren gehen von über 400 Versionen aus. Komponist Shearing, der rund 300 Titel geschrieben hatte, präsentierte ihn humorvoll zu seinem 80. Geburtstag in der Carnegie Hall am 30. November 1999 mit den Worten: „Ich habe 300 Songs geschrieben. 299 davon genossen eine holprige Fahrt zwischen relativer Unbekanntheit bis Vergessen. Hier ist der andere“, der zu einem Evergreen wurde.

## Text
Oh, lullaby of birdland, that's what I
Always hear when you sigh,
Never in my wordland could there be ways to reveal
In a phrase how I feel
Have you ever heard two turtle doves
Bill and coo, when they love?
That's the kind of magic music we make with our lips
When we kiss
And there's a weepy old willow
He really knows how to cry,
That's how I'd cry in my pillow
If you should tell me farewell and goodbye
Lullaby of birdland whisper low
Kiss me sweet, and we'll go
Flying high in birdland, high in the sky up above
All because we're in love